# Darmakradenan
Darmakradenan is een bestuurslaag in het regentschap Banyumas van de provincie Midden-Java, Indonesië. Darmakradenan telt 8458 inwoners (volkstelling 2010).